# 臼井裕之
臼井 裕之（うすい ひろゆき、1967年 - ）は日本のノンフィクション作家、ルポライター、翻訳家。

## 略歴
東京都出身。青山学院大学大学院国際政治経済研究科・国際コミュニケーション専攻修士課程修了。極めて闊達なエスペランティストとしても知られ、また木村護郎とともに、事実上日本に初めて「言語権」という概念を紹介した存在としても知られている。
2007年8月の第92回世界エスペラント大会（横浜市で開催）においては、大会テーマ「東洋における西洋：受容と反発」のセッションの取りまとめ役を果たした。また、一般公開番組の「エスペラントの詩×日本の詩」では司会と谷川俊太郎らに対する通訳を兼ねた。
2010年4月、論文「北一輝によるエスペラント採用論という『逆説』～『超国家主義者』はなぜ日本語死滅を唱えたのか?」で、中外日報社主催の第6回涙骨賞優秀賞を受賞した。
2012年4月以降、中国のエスペラント誌"El Popola Ĉinio"編集部に勤務し、北京市に在住していた。
2022年6月、東京都内に所在地がある日本エスペラント協会の職員となり、2024年6月、職員のまま、同協会の理事となった。

## 著作
- 『言語的近代を越えて』（共著、明石ライブラリ） 2004　ISBN 978-4-7503-1970-4
- 『ウィリアム・オールド詩集 - エスペラントの民の詩人』（翻訳、ミッドナイト・プレス） 2007　ISBN  978-4-434-10704-7
- 『文化と政治の翻訳学』（共著、明石ライブラリ） 2010　ISBN 978-4-7503-3180-5